# 박재범 (골프 선수)
박재범(1982년 2월 28일~)은 대한민국의 골프 선수이다.